# Бирилло, Иван Антонович
Иван Антонович Бирилло (1900, Минская губерния — 3 марта 1945, Ли́да, Барановичская область) — советский белорусский хирург, кандидат медицинских наук (1938).

## Биография
Родился в местечке Голтна Минской губернии.
В 1927 году окончил медицинский факультет Белорусского государственного университета. С 1932 по 1935 год возглавлял межхирургическое отделение в Слуцке. Ассистент хирургической клиники Белорусского медицинского института (1935), старший научный сотрудник экспериментальной лаборатории АН БССР. Участник финской кампании. Великая Отечественная война застала его на отдыхе в Друскининкае. Возвращаясь, под Смоленском попал в плен. Вернулся в Минск, где с семьёй жил до конца войны; дом сгорел, погибли материалы докторской диссертации. В мае 1942 года он переехал в Лиду, начал работать в хирургическом отделении больницы для местного населения. Передавал партизанам медикаменты. Похоронен в Лиде.

## Научная деятельность
В 1938 году защитил кандидатскую диссертацию «Артериальное вливание крови при шоке, агонии и остановке сердца». Разработчик методики реанимации путём артериального нагнетания крови в сердце. По предложению профессора Ф. А. Андреева впервые в мире в условиях клиники применил артериальное нагнетание крови для реанимирования людей, которые находились в состоянии шока, агонии, клинической смерти.

### Избранные труды
- Бирилло І. А., Берман С. Ш. // Хирургия. — 1941. — № 6-7. — С. 50.
- Бірыла І. А. Артэрыяльнае ўліванне крыві пры шоку, агоніі і спыненні сэрца // Хірургія. — 1939. — № 8. — С. 3—17.